# Super Bowl (песня)
«Super Bowl» (с англ. — «Супербоул») — сингл из третьего корейскоязычного студийного альбома 5-Star южнокорейского бой-бэнда Stray Kids, выпущенный вместе с альбомом лейблами JYP Entertainment и Republic Records 2 июня 2023 года. Японская версия была выпущена как один из двух заглавных синглов (наряду с «Social Path») мини-альбома Social Path / Super Bowl лейблом Epic Records Japan 10 августа 2023 года.

## Предыстория и выпуск
Первоначально песня называлась «God’s Menu», «Super Bowl» была написана одновременно с «God’s Menu» — обе изображают концепцию приготовления пищи — и стала одним из кандидатов на заглавный сингл первого студийного альбома Stray Kids Go Live (2020), который они в итоге выбрали «God’s Menu». Три года спустя, 28 апреля 2023 года, был анонсирован третий корейскоязычный студийный альбом 5-Star с трейлером, выход которого запланирован на 2 июня. Через два дня был опубликован список композиций альбома, стилизованный под Солнечную систему. Из 12 песен четвёртой стала композиция «Super Bowl». Название «Super Bowl» отсылает к одноимённому матчу чемпионата по американскому футболу.
26 июня 2023 года группа объявила о своем первом японоязычном мини-альбоме, запланированный к выпуску 6 сентября. Название альбома Social Path / Super Bowl и список композиций были опубликованы 27 июля, подтвердив японскую версию «Super Bowl» в качестве заглавного сингла, наряду с «Social Path» с участием японской певицы LiSA. Песня была выпущена 10 августа.

## Композиция
«Super Bowl» — это техно-композиция, написанный участниками Stray Kids Пан Чханом, Чханбином и Ханом, с текстами, написанными другим участником Феликсом и соавтором Заком Джуричем. В песне музыка Stray Kids сравнивается с блюдами из еды, включая шепот, похожий на автономную сенсорную меридиональную реакцию (АСМР).

## Музыкальный видеоклип
Премьера сопровождающего музыкального видеоклипа на японскую версию «Super Bowl» состоялась 10 августа 2023 года, одновременно с релизом сингла. Режиссёром клипа выступил Чон Ну Ри. В клипе Stray Kids изображают официантов и игроков в американский футбол, а также талисман своей команды по имени «Skichu». Часть клипа отсылает к интернет-мему Гордона Рамзи под названием «Идиот сэндвич».

## Живые выступления
Stray Kids впервые исполнили песню «Super Bowl» на музыкальном фестивале Lollapalooza в Париже 21 июля 2023 года. Японская версия была включена в сет-лист их тура «5-Star Dome Tour».

## Чарты
| Чарт (2023)                              | Высшая позиция |
| ---------------------------------------- | -------------- |
| Новая Зеландия (RMNZ Hot Singles)        | 24             |
| Республика Корея (Circle Download Chart) | 21             |
| США (Billboard World Digital Song Sales) | 13             |

| Чарт (2023)                      | Высшая позиция |
| -------------------------------- | -------------- |
| Япония (Billboard Japan Hot 100) | 56             |
| Япония (Oricon Streaming Chart)  | 43             |
| Япония (Oricon)                  | 42             |

| Чарт (2023)                              | Высшая позиция |
| ---------------------------------------- | -------------- |
| Республика Корея (Circle Download Chart) | 51             |

### Комментарии
1. ↑  Social Path / Super Bowl заявляется как «первый мини-альбом группы в Японии», несмотря на наличие двух предыдущих изданий All In (2020) и Circus (2022), официально классифицированных как «мини-альбом».